# Acronychia gurakorensis
Acronychia gurakorensis är en vinruteväxtart som beskrevs av Thomas Gordon Hartley. Acronychia gurakorensis ingår i släktet Acronychia och familjen vinruteväxter. Inga underarter finns listade i Catalogue of Life.